# Alumni Medicina
A Alumni Medicina - Núcleo de Antigos Estudantes de Medicina da Universidade do Minho, uma associação fundada em Outubro de 2007, é o representante oficial dos antigos estudantes de Medicina da Escola de Medicina da Universidade do Minho (EM-UM).

## Presidentes da Direcção
| Ano     | Nome               | Curso   |
| 2007/08 | Pedro Morgado      | 2001/07 |
| 2009/10 | Pedro Morgado      | 2001/07 |
| 2011/12 | Pedro Morgado      | 2001/07 |
| 2013/14 | Pedro Morgado      | 2001/07 |
| 2015/16 | Vitor Hugo Pereira | 2002/08 |
| 2017/18 | Marina Gonçalves   | 2002/08 |
| 2019/20 | Marina Gonçalves   | 2002/08 |
| 2021/22 | Nuno Gonçalves     | 2012/18 |